# Dysgonia tumefacta
Dysgonia tumefacta là một loài bướm đêm trong họ Erebidae.